# Палауз
Палауз — село в Сысольском районе Республики Коми. Центр сельского поселения Палауз.
Расположено в 42 км к юго-востоку от райцентра Визинга.

## Население
| 2010 |
| ---- |
| 159  |